# Syntaktický cukr
Syntaktický cukr je v informatice označení pro takovou část syntaxe programovacího jazyka, jejímž jediným účelem je usnadnit programátorovi zápis nějakých základních obratů. Nejedná se tedy o klíčovou součást jazyka; nemá vliv na to, jaké programy v něm lze napsat nebo jak budou rychlé, nemá vliv ani na architektonický návrh programu. Obvykle se jedná o možnost zapsat určité drobnosti alternativním, pro člověka příjemnějším způsobem, než je způsob pro daný jazyk základní, odpovídající jeho vnitřnímu návrhu a dobře zpracovatelný překladačem nebo interpretem.

## Příklady

### Řetězce v Haskellu
Programovací jazyk Haskell přirozeně pracuje s textovými řetězci zkrátka jako se seznamy znaků, řetězec „ahoj“ je tedy možné napsat jako
```
[
'a'
,
 
'h'
,
 
'o'
,
 
'j'
]

```

a nic nebrání tomu, aby jazyk fungoval pouze s tímto zápisem řetězců. Jako syntaktický cukr ovšem programátorovi Haskell nabízí ještě alternativní možnost zadání řetězce uzavřením znaku do uvozovek, tedy
```
"ahoj"

```

Ve skutečnosti je i dříve uvedený zápis také syntaktickým cukrem, protože seznamy se ve své základní podobě v Haskellu zapisující pomocí rekurzivních dvojic a zcela cukru prostý zápis řetězce „ahoj“ má tedy podobu:
```
(
:
)
 
'a'
 
((
:
)
 
'h'
 
((
:
)
 
'o'
 
((
:
)
 
'j'
 
[]
)))

```

Sice je možné zapisovat všechny řetězce v Haskellu v tomto formátu, bylo by to nicméně pro člověka obtížně zpracovatelné a tedy také náchylné k chybám. Proto se jedná o příklad toho, kdy se jiný než ocukrovaný zápis v podstatě nepoužívá.

### Pole v jazyce C
V programovacím jazyce C je možné přistupovat k i-tému prvku pole a pomocí zápisu:
```
*
(
a
+
i
)

```

Tedy pomocí syntaxe běžně užívané při práci s ukazateli. Kromě toho se ovšem uživateli nabízí jako syntaktický cukr také ekvivalentní a v praxi oblíbenější zápis
```
a
[
i
]

```

### Přístup k atributům struktury v jazyce C
Pro přístup k prvkům struktury, na kterou ukazuje ukazatel a, je možné použít
```
(
*
a
).
prvek

```

protože je třeba nejdřív provést dereferenci ukazatele, který ukazuje na strukturu, a poté pomocí tečky vybrat prvek.
Jazyk C však nabízí čitelnější zápis
```
a
->
prvek

```